# Myuchelys latisternum
Myuchelys latisternum is een schildpad uit de familie slangenhalsschildpadden (Chelidae).

## Naam en indeling
De wetenschappelijke naam van de soort werd voor het eerst voorgesteld door John Edward Gray in 1867. Oorspronkelijk werd de wetenschappelijke naam Elseya latisternum gebruikt. De soort werd lange tijd tot het geslacht Elseya gerekend en later tot het niet langer erkende geslacht Wollumbinia. Hierdoor wordt in de literatuur nog vaak de verouderde wetenschappelijke naam gebruikt.
De soortaanduiding latisternum is een samenstelling van Latijn latus, 'breed' en Oudgrieks στέρνον (sternon), 'borst'.

## Uiterlijke kenmerken
De schildpad kan een rugschildlengte bereiken van ongeveer centimeter, de schildvorm is ovaal maar het midden van het schild is wat versmald. Bij oudere dieren is het schild wat lager of zelfs afgeplat in vergelijking met pas volwassen dieren. De wervelschilden zijn allemaal breder dan lang, het achterste wervelschild is verbreed aan de achterzijde. De schildkleur is licht tot donkerbruin met donkere vlekken tot zeer donker of zwart. Het buikschild is aanvankelijk geel van kleur maar wordt later oranje met zwarte vlekken of grijs tot donkergrijs. De plastronformule is als volgt: an > pect > fem > intergul > abd > gul > hum. Het tussenkeelschild is veel langer dan breed waardoor de keelschilden elkaar niet raken.
De kop heeft een bruine tot grijze kleur, de bovenzijde is soms oranjebruin van kleur. De kaken hebben een duidelijk lichtere kleur tot geel. Aan de zijkant van de kop is vaak een gele streep aanwezig die doorloopt tot de schouder. De bovenzijde van de nek draagt langwerpige vlezige uitsteeksels. Onder de kin zijn twee baarddraden aanwezig.
Juvenielen hebben een opstaande kiel op het midden van het schild en doornachtige marginaalschilden aan de achterzijde van het rugschild. De schildkleur is grijs met een gele rand aan de buitenzijde van de marginalen. Mannetjes zijn van vrouwtjes te onderscheiden door een veel langere staart.

## Levenswijze
Myuchelys latisternum staat bekend als een erg levendige soort die bij hantering agressief wordt en krachtig kan bijten. Bij bedreiging laat de schildpad een stinkende vloeistof uit de cloaca lopen die dient om af te schrikken.
De schildpad is een omnivoor die leeft van dieren zoals vissen, insecten, amfibieën, daarnaast wordt ook aas en in het water gevallen plantendelen gegeten zoals besjes, en fruit. Het is een van de weinige predatoren van de geïntroduceerde en invasieve reuzenpad (Rhinella marina), die als zeer schadelijk wordt beschouwd in Australië.
De mannetjes proberen de vrouwtjes te verleiden door met hun kop te knikken, met zijn kop haar cloaca aan te raken en zijn baarddraden tegen die van haar te brengen. De vrouwtjes zetten van september tot januari de eieren af in de bodem. Per legsel worden ongeveer negen tot zeventien eieren afgezet. De eieren hebben een harde, witte schaal en zijn relatief groot in vergelijking met andere soorten. Ze zijn ongeveer 25 tot 40 millimeter lang en 18 tot 30 mm breed.

## Verspreiding en habitat
Myuchelys latisternum is endemisch in Australië en dan alleen in het noorden en oosten van het land. De schildpad komt voor in de staten New South Wales, Noordelijk Territorium en Queensland. De habitat bestaat uit kleinere rivieren, lagunen en moerassen, in heel grote rivieren ontbreekt de soort. Op de hoogvlakte van Atherton Tableland is de schildpad aangetroffen tot een hoogte van 1000 meter boven zeeniveau.